# Andrea Razmadze
Andrea Razmadze (georgià: ანდრია მიხეილის ძე რაზმაძე)  (Samtrèdia, 30 de juliol de 1889 (Julià) - Tbilisi, 2 d'octubre de 1929) va ser un matemàtic soviètic de Geòrgia.

## Vida i obra
Razmadze va acabar els seus estudis secundaris e 1906 a un institut de Kutaissi i el mateix any va començar els seus estudis universitaris a la universitat de Moscou. Es va graduar el 1910 i els anys successius va fer de professor a diferents escoles secundàries russes: a Mtsensk, a Múrom i a Podolsk, mentre estudiava per a fer el màster. El 1917 va obtenir el màster a la universitat de Moscou.
El 1918 va ser nomenat professor de la recentment fundada universitat de Tbilisi i aquell mateix any va donar les primeres classes d'anàlisi matemàtica en un perfecte georgià. El 1925 va obtenir el doctorat a la universitat de París amb una tesi en la qual estudiava les funcions amb salts finits. El 1929 va morir prematurament a Tbilisi.
A part de ser l'autor dels primers llibres de text d'anàlisi matemàtica en georgià, Razmadze va publicar un desena d'articles importants sobre càlcul de variacions, especialitzant-se en les solucions discontínues o, com ell les denominava, les solucions angulars.